# Чіп Гупер
Чіп Гупер (англ. Chip Hooper; нар. 24 жовтня 1958) — колишній американський тенісист.
Найвищу одиночну позицію світового рейтингу — 17 місце досяг 19 квітня 1982, парну — 18 місце — 8 грудня 1986 року.
Здобув 5 парних титулів.
Найвищим досягненням на турнірах Великого шолома був чвертьфінал в парному розряді.

## Фінали Гран-прі за кар'єру

### Одиночний розряд (2 поразки)
| Результат | W/L | Дата     | Турнір                | Покриття | Суперник    | Рахунок            |
| --------- | --- | -------- | --------------------- | -------- | ----------- | ------------------ |
| Поразка   | 0–1 | Бер 1983 | Лотарингія, Франція   | Тверде   | Нік Савіано | 4–6, 6–4, 3–6      |
| Поразка   | 0–2 | Січ 1984 | Окленд, Нова Зеландія | Тверде   | Денні Селтц | 6–4, 3–6, 4–6, 4–6 |

### Парний розряд (5–5)
| Результат | W/L | Дата     | Турнір                | Покриття  | Партнер        | Суперники                       | Рахунок       |
| --------- | --- | -------- | --------------------- | --------- | -------------- | ------------------------------- | ------------- |
| Перемога  | 1–0 | Тра 1982 | Мюнхен, Німеччина     | Ґрунт     | Мел Перселл    | Тіан Вільюн Дані Віссер         | 6–4, 7–6      |
| Поразка   | 1–1 | Січ 1984 | Окленд, Нова Зеландія | Тверде    | Бред Дрюетт    | Браян Левін Джон Ван Ностранд   | 5–7, 2–6      |
| Перемога  | 2–1 | Тра 1984 | Флоренція, Італія     | Ґрунт     | Марк Діксон    | Бернард Міттон Балч Волтс       | 7–6, 4–6, 7–5 |
| Перемога  | 3–1 | Кві 1986 | Кельн, Німеччина      | Тверде    | Келле Евернден | Ян Гуннарссон Петер Лундгрен    | 6–4, 6–7, 6–3 |
| Перемога  | 4–1 | Сер 1986 | Торонто, Канада       | Тверде    | Майк Ліч       | Борис Бекер Слободан Живоїнович | 7–6, 4–6, 7–5 |
| Поразка   | 4–2 | Лис 1986 | Х'юстон, США          | Килим (i) | Майк Ліч       | Рікардо Акунья Бред Пірс        | 4–6, 5–7      |
| Перемога  | 5–2 | Лис 1986 | Ітапарика, Бразилія   | Тверде    | Майк Ліч       | Луї Курто Гі Форже              | 7–6, 4–6, 7–5 |
| Поразка   | 5–3 | Бер 1987 | Роттердам, Нідерланди | Килим (i) | Майк Ліч       | Стефан Едберг Андерс Яррід      | 6–3, 3–6, 4–6 |
| Поразка   | 5–4 | Бер 1987 | Брюссель, Бельгія     | Килим (i) | Майк Ліч       | Борис Бекер Слободан Живоїнович | 6–7, 6–7      |
| Поразка   | 5–5 | Лип 1987 | Ньюпорт, США          | Трава     | Майк Ліч       | Ден Голді Ларрі Скотт           | 3–6, 6–4, 4–6 |